# Pytając o miłość
Pytając o miłość – amerykański melodramat z 2006 roku na podstawie powieści Johna Fante.

## Główne role
- Colin Farrell – Arturo Bandini
- Salma Hayek – Camilla Lopez
- Donald Sutherland – Hellfrick
- Eileen Atkins – Pani Hargraves
- Idina Menzel – Vera Rivkin
- Justin Kirk – Sammy
- Dion Basco – Patricio

i inni